# Massima intercuspidazione

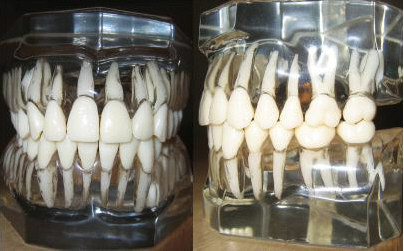
Modello di dentatura umana in massima intercuspidazione.

In odontoiatria, con massima intercuspidazione ci si riferisce alla posizione occlusale della mandibola in cui le cuspidi dei denti di entrambe le arcate dentarie si interpongono completamente. Questa posizione viene anche chiamata occlusione centrica.
La massima intercuspidazione definisce sia le relazioni antero-posteriori che laterali di mandibola e mascella, nonché la relazione superiore-inferiore, conosciuta come dimensione verticale di occlusione. La valutazione clinica di queste relazioni è importante nell'esame ortodontico, così come per il ripristino protesico.